# Haapajärvi (sjö i Haapajärvi, Norra Österbotten, 63,76 N, 25,3 Ö)
Haapajärvi är en sjö i kommunen Haapajärvi i landskapet Norra Österbotten i Finland. Sjön ligger 80,2 meter över havet. Arean är 1,97 kvadratkilometer och strandlinjen är 18,32 kilometer lång. Sjön  ingår i Kalajoki älvs huvudavrinningsområde.   Den ligger omkring 140 kilometer söder om Uleåborg och omkring 400 kilometer norr om Helsingfors. 
Sydöst om Haapajärvi ligger kommunhuvudorten Haapajärvi med Haapajärvi kyrka. Norr om Haapajärvi, nedströms, ligger sjön Kortejärvi. 